# デリオ・トレド
デリオ・セサル・トレド（Delio César Toledo, 1976年2月10日 - ）は、パラグアイ出身の元同国代表サッカー選手。ポジションはディフェンダー。

## 経歴
パラグアイ代表では、2006 FIFAワールドカップに左サイドバックのレギュラーとして出場した。2002年から在籍したレアル・サラゴサでは、中心選手としてプレーし、チームの1部昇格に貢献した。

## 所属クラブ
- クラブ・アトレティコ・コレヒアレス（スペイン語版） 1996-1998
- セロ・ポルテーニョ 1998-1999
- ウディネーゼ・カルチョ 1999-2000
- RCDエスパニョール 2000-2001
- CAコロン 2002
- レアル・サラゴサ 2002-2006
- カイセリスポル 2006-2010
- CAトレス・デ・フェブレロ（スペイン語版） 2011

## 代表歴

### 出場大会
- パラグアイ代表
  - 2006 FIFAワールドカップ

### 試合数
- 国際Aマッチ 35試合 4得点（1999年-2008年）[1]

| パラグアイ代表 | 国際Aマッチ | 国際Aマッチ |
| 年             | 出場        | 得点        |
| -------------- | ----------- | ----------- |
| 1999           | 13          | 3           |
| 2000           | 6           | 1           |
| 2001           | 0           | 0           |
| 2002           | 0           | 0           |
| 2003           | 4           | 0           |
| 2004           | 3           | 0           |
| 2005           | 1           | 0           |
| 2006           | 5           | 0           |
| 2007           | 1           | 0           |
| 2008           | 2           | 0           |
| 通算           | 35          | 4           |